# Euphaedra (Xypetana) acutoides
Euphaedra (Xypetana) acutoides es una especie de  Lepidoptera, de la familia Nymphalidae,  subfamilia Limenitidinae, tribu Adoliadini, pertenece al género Euphaedra, subgénero (Xypetana).

## Localización
Esta especie de Lepidoptera se distribuye por la República Democrática del Congo (África).